# Exocentrus reticulatus
Exocentrus reticulatus är en skalbaggsart som beskrevs av Leon Fairmaire 1896. Exocentrus reticulatus ingår i släktet Exocentrus och familjen långhorningar.
Artens utbredningsområde är:
- Mayotte.
- Madagaskar.
- Seychellerna.

Inga underarter finns listade i Catalogue of Life.